# 欧州議会議員選挙

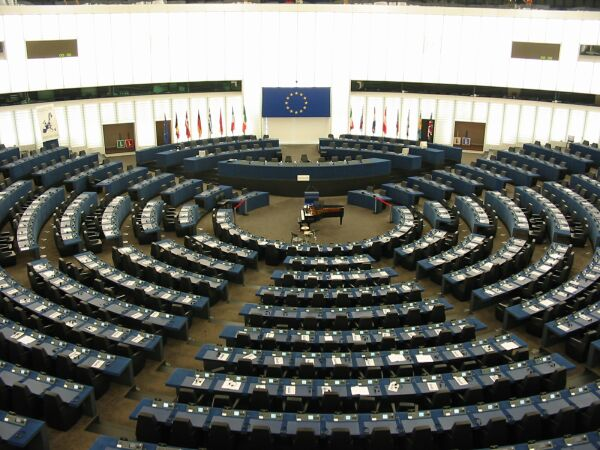
ストラスブールにある本会議場

欧州議会議員選挙（おうしゅうぎかいぎいんせんきょ）は、1979年から5年ごとに行われている、欧州議会議員を成年者による普通選挙形式で選出する選挙。欧州連合理事会や欧州理事会の多くは加盟国内で選出されている政治家で構成されているが、欧州連合規模で直接選挙が行われている欧州連合の機関は欧州議会のみである。

## 選挙制度
| 加盟国       | 議席数 | 加盟国         | 議席数 |
| ドイツ       | 96     | オーストリア   | 18     |
| フランス     | 74     | ブルガリア     | 17     |
| イタリア     | 73     | フィンランド   | 13     |
| スペイン     | 54     | デンマーク     | 13     |
| ポーランド   | 51     | スロバキア     | 13     |
| ルーマニア   | 32     | アイルランド   | 11     |
| オランダ     | 26     | リトアニア     | 11     |
| ベルギー     | 21     | クロアチア     | 11     |
| チェコ       | 21     | ラトビア       | 8      |
| ギリシャ     | 21     | スロベニア     | 8      |
| ハンガリー   | 21     | キプロス       | 6      |
| ポルトガル   | 21     | エストニア     | 6      |
| スウェーデン | 20     | ルクセンブルク | 6      |
|              |        | マルタ         | 6      |
| 合計         | 合計   | 合計           | 705    |

欧州議会議員選挙には統一された選挙制度がなく、各加盟国は以下の3つの原則に沿って自由に選挙制度を決めることができる。
- 政党名簿または単記移譲のいずれかによる比例代表制
- 比例代表制の性質に影響しない限りにおける、複数の選挙区の設定
- 5%を超えない限りでの最低得票率の設定

加盟国ごとの議席数の配分は逓減比例の原則に基づいている。すなわち、それぞれの加盟国の人口規模を考慮しつつ、人口の少ない国には正確に比例配分するよりも多くの議員数を配分している。また実際には基本条約の協議において各加盟国に配分される議員数が決められているため、配分数を算定する正確な方式は策定されていない。なおこの配分はすべての加盟国政府の全会一致でしか変更しえない。

## 政治会派
欧州連合では複数政党制がとられている。複数政党制のもとでは通常、1つの政党が単独で政権をとることはなく、政党間で会派を結成して連立を構成することになる。しかしながら欧州議会の場合は選挙が実施したところで政権を形成するということがなく、そのため連立が組まれるということがない。
ヨーロッパ規模の政党の2大勢力に保守系の欧州人民党と社会主義系の欧州社会党がある。両党は欧州議会においてもそれぞれ2大会派（それぞれ欧州人民党・欧州民主主義グループ (EPP-ED) と欧州社会党グループ (PES) ）を、政治指向を同じくする政党で結成している。また両会派以外にも共産主義系、緑系、地方主義系、国民保守系、リベラル系、欧州懐疑派などの会派も結成されている。なお2007年11月以降、7つの会派が存在している 。
また会派に属していない議員もいる。
| 会派                                  | 会派                                      | 代表者                                    | イデオロギー                 | 議員数 |  |
|                                       | 欧州人民党グループ (EPP)                  | マンフレート・ウェーバー                  | 自由保守主義(親EU)           | 187    |  |
|                                       | 社会民主進歩同盟 (S&D)                    | イラトクセ・ガルシア                      | 社会民主主義                 | 147    |  |
|                                       | 欧州刷新 (Renew、旧ALDE)                  | ダチアン・チョロシュ                      | 自由主義                     | 98     |  |
|                                       | 欧州緑グループ・欧州自由連盟 (Greens-EFA) | フィリップ・ランバーツ スカ・ケラー       | 緑の政治・地域主義           | 67     |  |
|                                       | アイデンティティと民主主義 (ID)           | マルコ・ザンニ                            | 極右・国家主義               | 76     |  |
|                                       | 欧州保守改革グループ (ECR)                | ラファエロ・フィット リシャルト・レグツコ | 保守主義(欧州懐疑派)         | 61     |  |
|                                       | 欧州統一左派・北方緑の左派同盟 (GUE/NGL)  | ガブリエレ・ツィンマー                    | 社会主義・ユーロコミュニズム | 40     |  |
|                                       | 無所属 (NI)                               | N/A                                       |                              | 29     |  |
| 出典：2020年6月時点の欧州議会議員一覧 | 出典：2020年6月時点の欧州議会議員一覧     | 合計                                      |                              | 705    |  |

## 有権者の動向
有権者の投票行動を分析してみると、欧州議会議員選挙では加盟国内の政治課題について争われ、有権者にとっては国内の政権に対する批判の機会とされていることがわかった。また投票率も1979年の初の選挙から次第に低下しており、当時に比べて権限が強化されているにもかかわらず、欧州議会に対する有権者の無関心が表れている。ケルンの政治学者らが近年まとめた調査結果で有権者の欧州統合に対する見方が示されている。それによると各国の政府は統合を推進しているのに対して、統合懐疑派の議員数は着実に増えており、調査を実施した研究者グループは、2009年の選挙では懐疑派だけが議席数を伸ばすという見通しを示している。またこの研究者グループは、各国の政府ではなく欧州連合に対する不満が投票率の低下を招いているともしている。
投票率の低下は大きな問題となっており、例えばイギリスでは1999年の欧州議会議員選挙のときに1100万人が投票したが、テレビ番組「ビッグ・ブラザー」（イギリス・2002年）では2300万人が投票に参加していた。1999年以降、欧州議会議員選挙の投票率は50%を下回っているが、アメリカの中間選挙で記録するような40%を下回るといったことはこれまでにはない。しかしながら両者の状況は異なるものであり、アメリカでは大統領選挙が別に行われることもあって、低投票率が問題になることはあまりないが、欧州連合の場合は欧州委員会委員長の人選につながるため（後述）、投票率の低下には批判が起こっている。これに対しては元欧州議会議長パット・コックスなど一部が、1999年の欧州議会議員選挙での投票率は1996年のアメリカ大統領選挙での投票率を上回っていた、と述べている。

## 過去の選挙結果
以下は欧州連合全体での主要3会派の得票結果を地域別に示したものである。

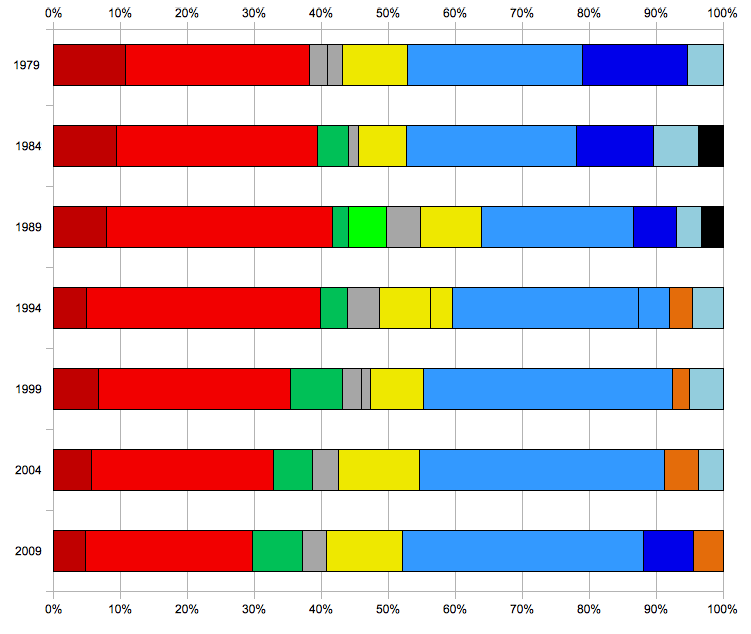
1979年から2009年の欧州議会内の会派勢力の変遷

| 地域     | 1979 | 1984 | 1989 | 1994 | 1999 | 2004 | 2009 | 2014 | 2019 |
|          | 3.6  | 6.3  | 6.3  | 22   | 35.3 | 31.2 | 10.9 |      |      |
| 北欧     | 3.6  | 2.7  | 4.5  | 6.8  | 16.7 | 18.1 | 20.3 |      |      |
|          | 23.2 | 33   | 45.5 | 56.8 | 27.6 | 23.9 | 21.1 |      |      |
|          |      |      |      |      |      |      |      |      |      |
|          | 33.6 | 30.9 | 26.7 | 31.9 | 36.4 | 34.9 | 37.3 |      |      |
| 西欧     | 6.5  | 10.6 | 12   | 8.5  | 5.2  | 11.9 | 12.4 |      |      |
|          | 34.1 | 32.7 | 32.7 | 29.9 | 27.9 | 30.2 | 20.7 |      |      |
|          |      |      |      |      |      |      |      |      |      |
|          | 37   | 34.3 | 29.6 | 25.9 | 39.8 | 38.2 | 45.2 |      |      |
| 南欧     | 6.2  | 4.8  | 9.5  | 8.5  | 5    | 7.9  | 5.1  |      |      |
|          | 16   | 21   | 29.1 | 29.9 | 30.8 | 33   | 35   |      |      |
|          |      |      |      |      |      |      |      |      |      |
|          | -    | -    | -    | -    | -    | 46.4 | 43.6 |      |      |
| 東欧     | -    | -    | -    | -    | -    | 14.3 | 6.4  |      |      |
|          | -    | -    | -    | -    | -    | 21.4 | 21.4 |      |      |
|          |      |      |      |      |      |      |      |      |      |
|          | -    | -    | -    | -    | -    | -    | 40   |      |      |
| バルカン | -    | -    | -    | -    | -    | -    | 20   |      |      |
|          | -    | -    | -    | -    | -    | -    | 30   |      |      |
|          |      |      |      |      |      |      |      |      |      |
|          | 26   | 25.3 | 23.4 | 27.7 | 37.2 | 36.9 | 36   |      |      |
| 全体     | 9.8  | 7.1  | 9.5  | 7.6  | 8    | 12.4 | 11.4 |      |      |
|          | 27.6 | 30   | 34.2 | 34.9 | 28.8 | 28.3 | 25   |      |      |
| 投票率   | 62.0 | 59.0 | 58.4 | 56.7 | 49.5 | 45.5 | 43.0 | 42.6 | 50.7 |

Legend:   [     ] 中道左派系 - [     ] リベラル系 - [     ] 保守・キリスト教民主主義系
| 北欧     | デンマーク、 フィンランド、 アイルランド、 スウェーデン、 イギリス                              |
| 西欧     | オーストリア、 ベルギー、 フランス、 ドイツ、 ルクセンブルク、 オランダ                         |
| 南欧     | キプロス、 ギリシャ、 イタリア、 マルタ、 ポルトガル、 スペイン                                 |
| 東欧     | チェコ、 エストニア、 ハンガリー、 ラトビア、 リトアニア、 ポーランド、 スロバキア、 スロベニア |
| バルカン | ブルガリア、 ルーマニア                                                                         |

## 欧州委員会委員長
| 選挙 | 最大会派 | 委員長                           | 所属党 |
| ---- | -------- | -------------------------------- | ------ |
| 1994 | PES      | ジャック・サンテール             | EPP    |
| 1999 | EPP-ED   | ロマーノ・プローディ             | PES    |
| 2004 | EPP-ED   | ジョゼ・マヌエル・バローゾ       | EPP    |
| 2009 | EPP      | ジョゼ・マヌエル・バローゾ       | EPP    |
| 2014 | EPP      | ジャン＝クロード・ユンケル       | EPP    |
| 2019 | EPP      | ウルズラ・フォン・デア・ライエン | EPP    |

第3次ドロール委員会の任期は1993年から1994年と短いものであった。これは欧州委員会と欧州議会のそれぞれの任期を合わせるための措置である。欧州憲法条約では、欧州理事会は欧州委員会委員長の選出にあたって直近の欧州議会議員選挙の結果を考慮にいればければならないと規定しており、また欧州議会も欧州理事会が指名した委員長候補を、単に承認するというのではなく、形式のうえで「選出」することになる。これは議会の政党会派が委員長候補を立てさせ、そのうえで欧州理事会が選挙で勝利した政党会派に属する候補を指名するという、欧州議会の委員長選出への関与を強めるための措置とされている。
この措置は2004年に部分的に実施され、欧州理事会は同年に実施された欧州議会議員選挙において勝利した政党から委員長候補を指名した。ただこの選挙において欧州連合規模で統一した運動を行ってきた欧州緑の党だけが独自候補としてダニエル・コーン＝ベンディットを立てていただけで、ほかの政党会派は委員長候補を絞り込むことができず、欧州人民党では委員長として好ましい人物として4、5名を提示するまでにとどまった 。その後欧州憲法条約は発効が断念されたが、これらの措置は2009年に発効が予定されているリスボン条約に引き継がれている。リスボン条約ではヨーロッパ政党の役割を強化することが盛り込まれており、2009年の欧州議会議員選挙ではそれぞれ委員長候補を立てさせることが企図されている。欧州自由民主改革党は2007年10月の党大会で、委員長候補を提示して協調した選挙運動を展開する方針をすでに固めている。
2008年2月、欧州委員会委員長ジョゼ・マヌエル・バローゾは欧州議会議員選挙の結果と委員長の指名との関連性について、理論上は議院内閣制の下で指名される首相と同じ仕組みではあるが、欧州委員会委員長にはこれが必ずしも当てはまるものではなく、委員長指名の正当性に問題があることを認めている。さらに投票率の低下は委員長の正当性に疑問を与えるものであり、「欧州の政治領域」が欠如していることになる。しかし委員長候補を一覧にした投票用紙で選挙を行えば近年に見る数値よりも投票率が高くなるという研究結果が出されている
。